# 天主教夏洛特敦教区
天主教夏洛特敦教區（拉丁語：Dioecesis Carolinapolitanus）是加拿大一個羅馬天主教教區，屬哈利法克斯-雅茅斯總教區。1829年8月11日升為教區，是加拿大第二個英語教區。
教區位於愛德華王子島省，2004年有教友62,700人，佔轄區總人口44.1%。教區下轄五十三個堂區，有六十二名司鐸。現任教區主教為理查德·約翰·吉高。